# Midway (Luizjana)
Midway – jednostka osadnicza w Stanach Zjednoczonych, w stanie Luizjana, w parafii Jefferson Davis.